# Grześkówka
Grześkówka – polana w Zakopanem na osiedlu Spadowiec, położona bezpośrednio przy granicy Tatrzańskiego Parku Narodowego, zaraz pod Drogą pod Reglami. Pod względem geograficznym znajduje się w Rowie Zakopiańskim. Położona jest w widłach dwóch potoków spływających z Tatr:  Strążyskiego Potoku i  Potoku ku Dziurze. Poniżej polany łączą się one, dając początek potokowi Młyniska. Od nazwy polany pochodzi nazwa wznoszącego się na południe od niej grzbietu Tatr – Grześkówki.
Dawniej na polanie znajdowała się zagroda, w której mieszkał ostatni tatrzański zbójnik – Wojtek Mateja. Zmarł w więzieniu w Nowym Wiśniczu ok. 1870 roku. Po jego śmierci w domu tym mieszkała wdowa po nim – Kacka, o względy której krwawo bili się z sobą zakopiańscy młodzieńcy.